# Lammholm (vid Vattkast, Korpo)
Lammholm är en ö i Finland. Den ligger i Skärgårdshavet och i kommunen Pargas i den ekonomiska regionen  Åboland i landskapet Egentliga Finland, i den sydvästra delen av landet. Ön ligger omkring 44 kilometer sydväst om Åbo och omkring 180 kilometer väster om Helsingfors. 
Öns area är 2,6 hektar och dess största längd är 220 meter i öst-västlig riktning. I omgivningarna runt Lammholm växer i huvudsak barrskog. Runt Lammholm är det glesbefolkat, med 8 invånare per kvadratkilometer. Närmaste större samhälle är Nagu, 13,2 km öster om Lammholm.